# 글라이더

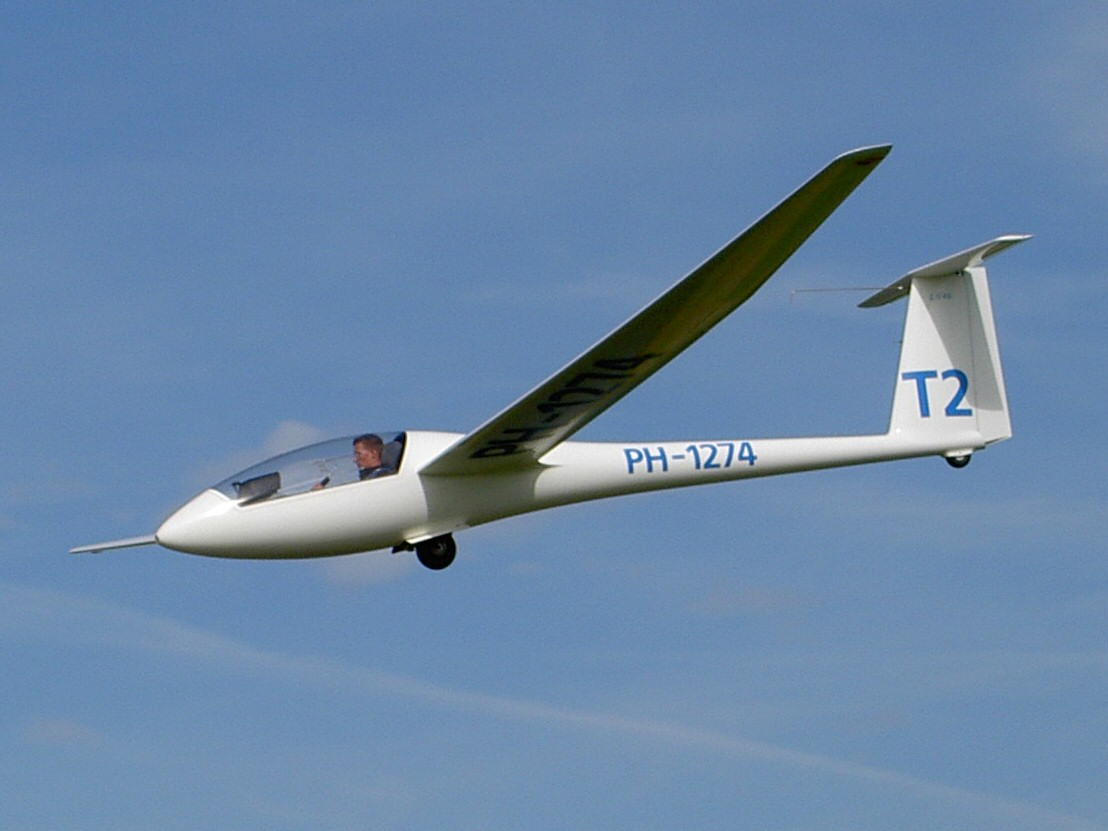
글라이더

글라이더(영어: glider)는 레저 활동 및 활공 스포츠에 사용되는 하늘을 나는 항공기의 일종으로, 동력을 사용하지 않고 무동력으로 나는 고정익 비행체이다. 활공기(滑空機)라고도 한다.

러더의 방향 변환

## 역사
옛날 조선시대에도 '비차'라는 글라이더의 일종을 발명했었다는 기록이 있다. 그러나 최초의 유인 글라이더는 조지 케일리(George Cayley)와 오토 릴리엔탈에 의해 발명되었다.

## 같이 보기
- 활공
- 종이비행기